# Chiesa di San Giovanni Battista (Badia Polesine)
La chiesa arcipretale di San Giovanni Battista è la parrocchiale di Badia Polesine, in provincia di Rovigo, parte della diocesi di Adria-Rovigo e del vicariato di Badia-Trecenta.
La chiesa venne edificata nella seconda metà del Settecento sul precedente edificio eretto due secoli prima.

## Storia
La prima citazione della pieve di Badia risale al 1123; allora la chiesa era sottoposta all'abbazia territoriale della Vangadizza. Se dalla relazione della visita pastorale del 1473 s'apprende che la chiesa versava in pessime condizioni, da quella della visita del 1564 si viene a sapere che l'edificio era stato riedificato da non molto tempo. Il campanile fu costruito tra il 1642 ed il 1671. Tra il 1751 ed il 1783 venne edificata l'attuale parrocchiale. Nel 1789, in seguito alla soppressione dell'abbazia territoriale della Vangadizza, la chiesa fu aggregata alla diocesi di Adria. La consacrazione venne impartita nel 1823 dal vescovo Carlo Pio Ravasi. Nel corso dell'Ottocento la chiesa fu abbellita e, nel 1934, venne modificato il presbiterio.

## Descrizione
L'edificio, a pianta basicale, sorge nel centro dell'abitato, affacciato, privo di sagrato, alla piazza Vittorio Emanuele II come continuazione di via San Giovanni.

### Esterno
La facciata, di gusto spiccatamente barocco, è caratterizzata da due ordini sovrapposti di lesene, in quello inferiore ioniche mentre in quello superiore corinzie, e da quattro nicchie nelle quali trovano posto altrettante statue in pietra, di non eccelsa esecuzione, di santi tra i quali, oltre a san Giovanni Battista al quale è intitolata la chiesa, san Teobaldo e san Giuseppe.
La torre campanaria ospita un concerto di 5 campane intonate sulla scala lidia di Mi3. La campana maggiore, la seconda, la quarta e la quinta sono state fuse dalla fonderia Lucio Broili di Udine nel 1947 mentre, la terza campana è stata fusa nel 1958. L'attuale concerto sostituisce l'originale requisito in tempo di guerra.
La campana maggiore reca la scritta:
CLARA VOCE CLAMO: DOMINUS PROPE EST PARATE VIAM DOMINI